# Gaucho (album)
Gaucho è un album degli Steely Dan, pubblicato nel 1980.
Il disco fu registrato con il contributo di 42 musicisti turnisti e 11 ingegneri del suono.

## Tracce
Tutti i brani sono stati composti da Walter Becker e Donald Fagen, eccetto dove indicato.

### Lato A
1. Babylon Sisters – 5:55
2. Hey Nineteen – 5:10
3. Glamour Profession – 7:29

### Lato B
1. Gaucho (Becker, Fagen, Jarrett) – 5:32
2. Time Out of Mind – 4:14
3. My Rival – 4:34
4. Third World Man – 5:13